# Jesse Birdsall
Jesse Birsdall es un actor inglés, más conocido por haber interpretado a Marcus Tandy en Eldorado y a Nick Beckett en la serie Bugs.

## Biografía
Es hijo de Derek Birdsall, el diseñador gráfico de los libros "Penguin", y su hermano es el actor Simon Birdsall.
El 15 de julio de 2000, se casó con la actriz inglesa Gwyneth Strong, con quien tiene dos hijos: Oscar y Lottie Birdsall.

## Carrera
En 1983 apareció en Play for Today, donde interpretó a Peter; un año antes había aparecido por primera vez como David en "A Sudden Wrench".
En 1992 se unió al elenco principal de la serie Eldorado, donde interpretó al playboy Marcus Tandy hasta el final de la serie en 1993. En 1995 se unió al elenco principal de la serie Bugs, donde interpretó a Nicholas "Nick" Beckett hasta el final de la serie en 1999.
En 2002 interpretó a Harry Painter en el episodio "Market for Murder" de la serie Midsomer Murders, más tarde apareció nuevamente en la serie en 2010 interpretando a Mike Johnson en "Small Mercies". Ese mismo año se unió al elenco recurrente de la serie policíaca The Bill, donde interpretó al criminal Ron Gregory hasta 2003, y en la serie As If, donde interpretó a Paul Sutton. En 2004 se unió al elenco de la tercera temporada de la serie Footballers' Wives donde dio vida a Roger Webb hasta la temporada final de la serie en 2006.
En 2010 apareció como invitado en la serie médica Casualty, donde interpretó a Norman Kerr durante el episodio "Love Is a Battlefield"; anteriormente había aparecido por primera vez en la serie en 1992, cuando interpretó a Mike en el episodio "Will You Still Love Me?". El 13 de agosto de 2012, apareció como invitado en la popular serie británica EastEnders, donde interpretó a John Hewland. El 14 de agosto de 2013, se unió al elenco de la serie británica Hollyoaks, donde interpretó a Fraser Black hasta abril de 2014.

## Filmografía

### Serie de televisión
| Año         | Título                       | Personaje               | Notas                                   |
| ----------- | ---------------------------- | ----------------------- | --------------------------------------- |
| 2013 - 2014 | Hollyoaks                    | Fraser Black            | 107 episodios                           |
| 2013        | Pat & Cabbage                | Terry                   | episodio # 1.3                          |
| 2012        | Crime Stories                | Richard Booth           | episodio # 1.16                         |
| 2012        | EastEnders                   | John Hewland            | 2 episodios                             |
| 2011        | New Tricks                   | Tony Morgan             | episodio "Object of Desire"             |
| 2011        | Doctors                      | Sgt. Derek Talbot       | episodio "Sorting Nana Mo"              |
| 2010        | Casualty                     | Norman Kerr             | episodio "Love Is a Battlefield"        |
| 2009        | Midsomer Murders             | Mike Johnson            | episodio "Small Mercies"                |
| 2008        | Foyle's War                  | Morris Crooks           | episodio "Broken Souls"                 |
| 2006        | Holby City                   | Dillon Ellis            | 2 episodios                             |
| 2004 - 2006 | Footballers' Wives           | Roger Webb              | 24 episodios                            |
| 2002 - 2003 | The Bill                     | Ron Gregory             | 11 episodios                            |
| 2002        | As If                        | Paul Sutton             | 8 episodios                             |
| 2002        | Murder in Mind               | Det. Supt. Mike Garrett | episodio "Swan Song "                   |
| 2000        | Inspector Morse              | John Barron             | episodio "The Remorseful Day"           |
| 1995 - 1999 | Bugs                         | Nicholas Beckett        | 40 episodios                            |
| 1998        | Silent Witness               | Paul Franklin           | episodio "Fallen Idol"                  |
| 1997 - 1998 | Blind Men                    | Phil Carver             | 6 episodios                             |
| 1996        | The Famous Five              | Pedro                   | episodio "Five Go to Mystery Moor"      |
| 1996        | Thief Takers                 | Dennis Worsley          | episodio "No One Likes to See That"     |
| 1995        | Kavanagh QC                  | Des Carter              | episodio "The Sweetest Thing"           |
| 1994        | Anna lee                     | William Gilmore         | episodio "Requiem"                      |
| 1993        | Sean's Show                  | Prisionero              | episodio # 2.4                          |
| 1992 - 1993 | Eldorado                     | Marcus Tandy            | 61 episodios                            |
| 1992        | Bunch of Five                | -                       | episodio "Dead at Thirty"               |
| 1992        | Rides                        | Julian                  | episodio "Building"                     |
| 1991        | Boon                         | Jordan                  | episodio "Lost on the Range"            |
| 1991        | Soldier Soldier              | Cpl- Terry Vine         | episodio "Battlefields "                |
| 1991        | The Storyteller: Greek Myths | Aristaeus               | episodio "Orpheus & Eurydice"           |
| 1990        | Made in Heaven               | Terry                   | episodio "Falling for Love"             |
| 1988        | The Fear                     | Marty                   | 5 episodios                             |
| 1985        | Minder                       | Papa                    | episodio "Minder on the Orient Express" |
| 1984        | Annika                       | Pete Daniels            | 3 episodios - miniserie                 |
| 1983        | Play for Today               | Peter                   | episodio "Shall I Be Mother?"           |
| 1982        | Jangles                      | Steve                   | 2 episodios                             |
| 1981        | Angels                       | -                       | episodio # 7.17                         |
| 1981        | The Incredible Mr Tanner     | Reportero               | episodio "The Great Escape"             |
| 1980        | The Squad                    | Len                     | episodio "Mates"                        |
| 1980        | Just Liz                     | Joven                   | episodio # 1.4                          |
| 1977        | Graham's Gang                | -                       | 2 episodios                             |
| 1977        | Centre Play                  | Ron                     | episodio "Talkin' Blues"                |
| 1977        | Headmaster                   | Clive                   | episodio "Social Occasion"              |
| 1976        | Dickens of London            | Estudiante              | episodio "Angel"                        |
| 1976        | Fun Food Factory             | Asistente               | -                                       |

### Películas
| Año  | Título                   | Personaje  | Notas                                                   |
| ---- | ------------------------ | ---------- | ------------------------------------------------------- |
| 2012 | Riot on Redchurch Street | John McKay | junto a Sam Hazeldine, Alysson Paradis & Leslie McKeown |

## Problemas con la ley
Jesse ha sido acusado y declarado culpable dos veces de asalto y por ocasionar lesiones físicas, la primera en 1981 y la segunda en septiembre 1999 en donde fue multado con £1000 después de un ataque no provocado contra un cliente en un pub en Londres.

## Premios y nominaciones
| Año  | Categoría           | Premio             | Serie     | Resultado |
| ---- | ------------------- | ------------------ | --------- | --------- |
| 2014 | Villain of the Year | British Soap Award | Hollyoaks | Nominado  |